# Talmeca pulchra
Talmeca pulchra är en fjärilsart som beskrevs av William Schaus 1906. Talmeca pulchra ingår i släktet Talmeca och familjen tandspinnare. Inga underarter finns listade i Catalogue of Life.